# 河津町
河津町（かわづちょう）は、伊豆半島の先端部（南端部）に近い東側地域の一角を占める町。
静岡県賀茂郡に属し、伊豆東海岸都市圏に属する町である。
サクラの一栽培品種であるカワヅザクラ（河津桜）の発祥地および観光地として全国的に知られており、花見の季節には紹介されている。

## 地勢
町域の81%は山林と原野で占められ、市街地は天城山南東の山稜を源流とする河津川下流の平地に広がる。東部は相模灘（太平洋）に面する。
- 山 - 登り尾（1,057 m）、猿山（1,000 m）、三筋山（812 m）、鉢ノ山（619 m）
- 河川 - 河津川

## 歴史

### 年表

#### 先史時代
- 縄文時代晩期（約2,300年前） - 笹原地区にて集落の形成期／笹原地区の南小学校を中心とする地域に残る姫宮遺跡の最下層が、この頃に営まれていた[2]。この集落は、縄文時代から弥生時代へ移り変わる時期の数少ない遺跡で、さらに古墳時代、奈良時代を経て、平安時代まで存続した[2]。
- 4世紀頃（古墳時代前期） - 河津町笹原字比咩宮ひめみやにて、姫宮神社の創建[3]（遺物推定）／姫宮遺跡の4世紀頃の層から祭祀遺物が出土する[3]。

#### 古代
- 天平21年（749年、奈良時代） - 行基が、谷津村にて仙洞山那蘭陀寺（せんとうさん ならんだじ 南禅寺の前身）を開山する（伝承）[4][5]。本尊は行基が自ら彫った薬師如来像であったという。
- 康和元年（1099年、平安時代） - 実道法師が、那蘭陀寺（南禅寺の前身）を再興し[5]、広大な境内に七堂伽藍が整備されて、本堂に幾つもの仏像を安置する大寺院となる。

#### 中世
- 永享4年（1432年、南北朝時代） - 那蘭陀寺（南禅寺の前身）の裏山が山津浪（山崩れ）を起こし、寺は堂宇はことごとく大破、仏像群は埋没し、これが元で廃寺となる[4][5]。
- 天文10年（1541年、戦国時代） - 南禅和尚（正光院）が、谷津の那蘭陀寺跡地の土中から仏像群を掘り起こし、建立した仏堂に納めると、人々はこれを「南禅堂」と呼ぶようになる[4][5]。これが現存する南禅寺（なぜんじ）の興りであるという[4][5]。

#### 江戸時代
- 文化11年（1814年） - 南禅堂（南禅寺の前身）の本堂の再建。
- 幕末 - 伊豆国賀茂郡の一角である当地域（河津郷）には15か村があった。
  - 旧高旧領取調帳では16村。幕府領・旗本領・掛川藩領・沼津藩領で構成された。
- 慶応4年
  - 6月29日（新暦換算:1868年8月17日） - 明治政府が、韮山代官所に替えて韮山県を設置し、伊豆国内の全ての旧幕府領・旧旗本領と、相模国内の一部を除く旧幕府領・旧旗本領を管轄とする。
  - 7月（新暦換算:1868年の8月か9月[* 1]） - 当地域に領地を持つ沼津藩水野氏が上総国菊間へ、掛川藩太田氏が上総国芝山へ移封され、伊豆国の旧幕府領は全て県地となり、韮山県に置き換えられる。

#### 明治時代
- 明治4年
  - 7月14日（新暦換算:1871年8月29日） - 全国で廃藩置県が断行される。この段階の韮山県域は飛地だらけであった幕藩体制下の領分をほぼ踏襲した極めて錯綜的なものであった。
  - 11月14日（新暦換算:1871年12月25日） - 第一次府県統合により、相模国西域と伊豆国全域に置かれていた3県が合体（新設合併）して足柄県が成立。これをもって韮山県は廃止される。
- 明治5年9月15日（新暦換算:1872年10月17日） - 国が修験道廃止令を発布したのに伴い、河津郷でも谷津の南禅堂（南禅寺の前身）などが荒廃し始める／南禅堂は無住寺となり、平安時代から伝わる仏像群と文化11年（1814年）に再建された本堂を残すのみとなって廃れてしまう。
- 1873年（明治6年） - 梨本村にて、工部省深川工作分局管轄の梨本村不熔白煉化石製造所（官営模範工場であるところの耐火煉瓦製造所で、現在の「煉瓦の洞遺跡」）が操業を開始する。
- 1875年（明治8年） - 賀茂郡の筏場村に矢野村が編入し、新たな筏場村が発足する。
- 1876年（明治9年）4月18日 - 第二次府県統合により、足柄県の相模国が神奈川県に、伊豆国が静岡県に編入される。これをもって足柄県は廃止される。
- 1883年（明治16年）10月31日 - 梨本村不熔白煉化石製造所が、稲葉来蔵に貸与される。翌年に払い下げられる(?)。
- 1887年（明治20年）某月某日 - 浜村（2年後の下河津村浜、現在の河津町浜）にて、宮内庁御料局静岡支庁河津出張所（帝室御料地である天城山国有林の管理運用を担う機関）の開所[6]。
- 1889年（明治22年）4月1日 - 全国で町村制が施行され、河津では、河津下郷9か村（見高村、浜村、笹原村、田中村、沢田村、峰村、谷津村、縄地村、逆川村）が合体（新設合併）して下河津村を発足し、河津上郷6か村（梨本村、大鍋村、小鍋村、湯ヶ野村、下佐ヶ野村、川津筏場村）が合体（新設合併）して上河津村を発足する。
- 1890年（明治23年） - 河津郷七抱七楠（かわづごう ななかかえ ななくすのき 古来、河津郷にあったという、7抱えもある7本のクスノキの巨木）のうち杉桙別命神社（川津来宮神社）の大楠1本以外の6本が、明治の中頃[* 2]までに全て伐採されてしまった。
- 1892年（明治25年） - 小学校令に基づき、上河津・見高・田中・峰・逆川・縄地に尋常小学校を置く。

##### 日清戦争後
- 1895年（明治28年） - 沢田石を用いた帝国京都博物館の開館。
- 1896年（明治29年）
  - 4月1日 - 全国一斉の郡制施行に先立って伊豆で郡域が改められ、賀茂郡・田方郡の2郡となる。
  - 9月1日 - 全国で郡制が施行される。
- 1900年（明治33年） - 天城峠下にて、天城山隧道（現在通称：天城トンネル）の着工。
- 1902年（明治35年） - 天城山隧道（現在通称：天城トンネル）の竣工・開通。三島下田街道の完成。

##### 日露戦争後
- 1906年（明治39年） - 湯ヶ野を震源とする地震（M5.7程度）の発生。
- 1910年（明治43年）2月 - 河津川水力電気株式会社の設立。
- 1911年（明治44年）1月1日 - 河津川水力電気株式会社の開業[7]。

#### 大正時代
- 1912年（大正元年） - 上河津実業補習学校の設立。
- 1914年（大正3年）
  - 不明 - 河津各区に区長を置く。
  - 9月 - 河津川水力電気株式会社 梨本発電所の建設。
- 1915年（大正4年）
  - 不明 - 下田・大仁間にて路線バスの開通。
  - 5月 - 河津川水力電気株式会社 梨本発電所の創立。
- 1917年（大正6年） - 田中・峰・逆川・縄地・見高の尋常小学校及び下河津高等小学校を併合して下河津尋常高等小学校とする。本校は笹原に置き、見高・見高入谷・縄地・逆川に分校を置く。

##### 第一次世界大戦後
- 1920年（大正9年）9月 - 河津川水力電気株式会社 小鍋発電所の創立。
- 1923年（大正12年） - 見高・見高入谷の2分校が独立して見高尋常小学校となる。
- 1925年（大正14年） -
  - 不明- 河津浜・稲取間で路線バスの開通。
  - 3月 - 湯ヶ野大火の発生／50戸余、山林35町歩を焼失した。
  - 12月上旬 - 川端康成が、雑誌『文藝時代』1926年1月号（第3巻第1号）にて小説『伊豆の踊子』を発表。
- 1926年（大正15年）
  - 不明 - 見高尋常小学校が、尋常高等小学校となる。
  - 不明 - 下河津村立下河津実業補習学校の設立。
  - 11月22日もしくは11月26日（※資料によって異なる） - 下河津村峰の住人・稲葉時太郎が、奈良時代から温泉があったという伝承がありながら荒廃し切っていた故郷の復興を期して温泉の掘削を試みて4年目のこの日、大噴湯を得る[8]。

#### 昭和時代

##### 太平洋戦争前
- 1927年（昭和2年）4月 - 下河津村の村長助役以下役場員が、村会で衝突し、総辞職する。
- 1932年（昭和7年）10月 - 下田・片瀬間（白浜・下河津経由）で路線バスの開通。
- 1933年（昭和8年）6月 - 伊豆循環道路東海岸線伊東・下田間の完成。
- 1935年（昭和10年） - 上河津村立実業補習学校の廃校と、同村立信農青年学校の設立・開校。
- 1936年（昭和11年）
  - 9月3日 - 峰新町にあるソテツの大木が、「新町の大ソテツ」名義で国指定天然記念物となる。
  - 12月16日 - 田中宮ノ脇にある杉桙別命神社（川津来宮神社）のクスノキの巨木が、「杉桙別命神社の大クス」名義で国指定天然記念物となる。
- 1937年（昭和12年）4月 - 下河津大火の発生／13戸、24棟が焼失する。
- 1941年（昭和16年）
  - 4月1日 - 国民学校令により、尋常小学校は国民学校と改称、上河津国民学校（湯ヶ野）、下河津第一国民学校（笹原）、下河津第二国民学校（見高浜）とする。
  - 5月某日 - 狩野川、伊東、伊豆、河津川水力電気を統合し、伊豆合同水力電気会社が成立する。

##### 太平洋戦争中
- 1942年（昭和17年） - 金属類回収令により、河津町内の梵鐘が全て供出される。

##### 太平洋戦争後
- 1947年（昭和22年）
  - 不明- 六・三制義務教育実施に伴い、国民学校初等科は小学校に、高等科は新制中学校として発足。
  - 不明 - 帝室林野局河津出張所が「東京営林局河津営林署」へ改称。
- 1948年（昭和23年）
  - 12月 - 稲取高等学校上河津分校（定時制）の開校。
  - 不明 - 上河津農業協同組合と下河津農業協同組合の設立。
  - 不明 - 上河津幼稚園の開園。
  - 不明 - 石原忍博士が谷津にて河津町立「文化の家」を開設。
- 1952年（昭和27年）
  - 不明 - 下河津第一小学校が「下河津小学校」へ、下河津第二小学校が「見高小学校」へ改称。
  - 不明 - 上・下河津両村に教育委員会が発足。
- 1953年（昭和28年） - 梨本大畑のナチシダ自生北限地が国の天然記念物に指定される。
- 1954年（昭和29年）
  - 12月1日 - 東伊豆道路の下田区間の開通。
  - 某月某日 - 下河津幼稚園と下河津見高分園の開園。

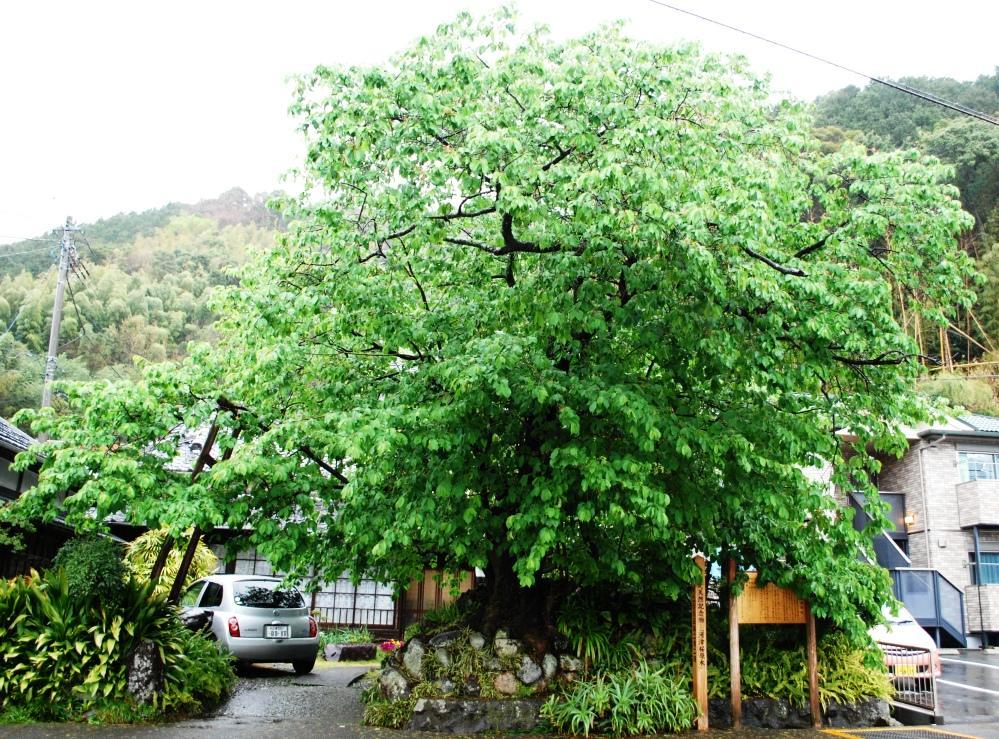
今も残る河津桜原木（飯田家）

- 1955年（昭和30年）頃の2月某日 - カワヅザクラ（河津桜）の発見／田中地区の飯田勝美が、河津川沿いの雑地に生えていた珍しいサクラの若木を発見して自宅の庭先に定植し、稼業の屋号から「小峰桜」と呼んで育て始める。これがのちの学術調査で雑種起源の知られていなかった栽培品種と判明し、「カワヅザクラ（河津桜）」と命名されることになり、やがては河津の名を全国に知らしめる一大観光資源へと育ってゆく。
- 1958年（昭和33年）
  - 9月1日 - 賀茂郡の上河津村と下河津村が合体（新設合併）したうえで町制を施行し、河津町が発足[9]／人口10,464人、世帯数2,054戸[9]。新町発足に伴い、小中学校と幼稚園が改称する。西小学校（湯ヶ野）・南小学校（笹原）・東小学校（見高浜）・西中学校（湯ヶ野）・南中学校（笹原）・双葉幼稚園（湯ヶ野）・姫宮幼稚園（笹原）・朝日幼稚園（見高浜）。
  - 9月27日 - 狩野川台風が神奈川県に上陸し、河津町も被害甚大。
- 1959年（昭和34年） - 沢田にわかば保育園の開園。
- 1961年（昭和36年）12月10日 - 伊豆急行伊豆急行線の伊東駅 - 伊豆急下田駅間が全線開通し、当地域初の鉄道駅として河津駅が開業する。
- 1962年（昭和37年）
  - 3月31日 - 稲取高等学校河津分校の廃校。
  - 5月10日 - 浜地区にて、河津町商工会の設立。
  - 7月7日 - 伊豆急行伊豆急行線の臨時駅として今井浜海水浴場駅（現・今井浜海岸駅）が開業。
- 1963年（昭和38年）
  - 不明 - 田中地区にて、役場新庁舎の完成。
  - 不明 - 笹原地区にて、農林省林野庁河津営林署（天城山国有林の管理運用を担う機関）の開署[6]。
  - 不明 - 湯ヶ野地区にて、国民宿舎「かわづ」の開舎。
- 1965年（昭和40年）
  - 9月 - 東伊豆町および河津町の5農協が合併し、伊豆東農協となる。
  - 11月12日 - 湯ヶ野にて、伊豆の踊り子文学碑の建立[10]／小説『伊豆の踊子』の舞台になったことを記念して川端康成ゆかりの「福田屋」の隣の空地に石碑が建立された[10]。
- 1966年（昭和41年）1月 - 飯田勝美宅の「小峰桜」（のちのカワヅザクラ：河津桜）が初めて開花する／これを見留めたのち、飯田勝美は亡くなった。
- 1968年（昭和43年） - この頃から、飯田勝美の「小峰桜」（のちのカワヅザクラ：河津桜）が、町民有志の手で少しずつ町内に増殖されるようになる。
- 1969年（昭和44年）
  - 3月1日 - 伊豆急行伊豆急行線の臨時駅であった今井浜海水浴場駅が通年営業化し、「今井浜海岸駅」へ改称。
  - 5月- 上佐ヶ野にて、河津浜病院の開院。
- 1970年（昭和45年） - 有料道路新天城トンネルの開通。
- 1972年（昭和47年）
  - 1月10日 - 東京電力 梨本・小鍋両発電所が操業を停止[7]。
  - 1月10日 - 伊豆急行伊豆急行線河津駅前広場の完成。
- 1974年（昭和49年）
  - 5月9日 - 伊豆半島沖地震（M6.9）の発生／南伊豆を中心に被害大。
  - 不明 - 大堰浄水場の供用開始。
  - 不明 - 飯田勝美宅の「小峰桜」が、知られていなかった栽培品種と判明し、「カワヅザクラ（河津桜）」と命名される。
- 1975年（昭和50年）4月某日 - 河津町がカワヅザクラ（河津桜）を「町の木」に指定[9]／原木が町内にあることから[9]。町民有志らによる植栽が河津川河口などから町内全域に広がる[11]。
- 1976年（昭和51年）8月18日 - 伊豆半島南部を集中豪雨が襲い、鉢の山を震源とする河津地震（M5.4）が発生する[12]／豪雨は天城山で降水量509mmを記録した。
- 1978年（昭和53年）1月14日 - 伊豆大島近海地震（M7.0）が発生。土石流による民家倒壊、バスの埋没などで死者が出た[13]。伊豆急行伊豆急行線は復旧までに5ヶ月を、天城線バスは半年を要した。
- 1980年（昭和55年） - 河津西中学校と河津南中学校が統合し、河津中学校が設立・開校する。
- 1981年（昭和56年）
  - 3月29日 - 七滝高架橋（通称：河津七滝ループ橋）の供用開始。
  - 4月1日 - 下田市六丁目にて、下田市・河津町・南伊豆町による、下田地区消防組合の発足。
- 1982年（昭和57年）
  - 4月1日 - 伊豆半島南東部地域（河津町を含む）を管轄区域とする下田地区消防組合が、賀茂郡下田町（現・下田市）で発足[14]／2013年（平成25年）4月1日には西伊豆町と松崎町が加入し、半島南部全域を管区に収める消防広域化が実現した[14]。
  - 6月中旬 - 七滝高架橋（通称：河津七滝ループ橋）が、昭和56年度土木学会田中賞（作品部門）を受賞。
  - 7月12日 - 河津町と長野県北安曇郡の白馬村が、姉妹都市提携を締結[15]。
- 1983年（昭和58年）4月1日 - 峰地区にて、下田地区消防組合下田消防署河津分署が業務を開始[14]。
- 1984年（昭和59年） - B&G河津海洋センターのグランドオープン。
- 1987年（昭和62年）4月1日 - 静岡県全域で消防相互応援協定が締結される[16]／災害時応援協定の一種で、対象は全ての災害。

#### 平成時代
- 1989年（平成元年） - 町営温泉集中管理事業の開始。
- 1990年（平成2年）10月1日 - 下田市で伊豆太陽農業協同組合が発足し、河津町も管轄地域となる。
- 1991年（平成3年）
  - 2月 - 第1回河津桜まつりの開催[17]／1か月に亘った開催期間中の観光入込客数は約3,000人と、当時はまだこぢんまりとした催しであった[18]。
  - 9月10日 - 伊豆半島南部を集中豪雨が襲う／河津町内は各地で被害甚大。損害額は約42億円に上った。
- 1992年（平成4年） - 河津営林署は天城営林署に統合され、天城営林署河津森林経営センターとなる。
- 1993年（平成5年）
- 不明 - 踊り子温泉会館のグランドオープン。
  - 不明 - サンシップ今井浜のグランドオープン。
  - 不明 - 小規模授産所「いずみ」の開所。
- 1994年（平成6年） - 新峰山トンネルの開通。
- 1995年（平成7年） - 国道135号の浜橋の改修工事の完了。
- 1996年（平成8年）
  - 2月 - 第6回河津桜まつりの開催[17]／ボンネットバスを利用したお花見バスの運行開始[17]。この年からは夜桜まつりも実施[18]。期間中の観光入込客数は10万人を数え[17][18]、経済波及効果も現れ始める[17]。
  - 不明 - 河津町と長野県北安曇郡の白馬村（姉妹都市）が、災害時応援協定を締結。
  - 不明 - 下田街道が文化庁の「歴史の道百選」に選ばれる。
- 1997年（平成9年）
  - 3月24日 - 静岡県全域で防災ヘリコプタ－応援協定が締結される[16]／災害時応援協定の一種で、対象は全ての災害[16]。
  - 不明 - 河津町保健福祉防災センターの開設。
  - 不明 - 国立湊病院の移管に伴う、共立湊病院の設立・開院。
- 1998年（平成10年）
  - 3月7日 - NHKの紀行番組『小さな旅』の#80「早春の桜 思いをつなぐ ～静岡県河津町～」で河津桜が取り上げられ[19]、大きな反響を得る[17]／同時期には『じゃらん』や『るるぶ』などといった大手旅雑誌が特集記事を組み[17]、国内大手新聞も河津桜まつりをトピックスとして大きく取り上げるようになった[17]。
  - 不明 - 平成9年改正河川法の施行により、河川区域での植樹が禁止される。
  - 不明 - 田中地区にて、日本一早い露地栽培の菖蒲園「かわづ花菖蒲園」の開園[17]。
- 1999年（平成11年）2月 - 第9回河津桜まつりの開催[17]／期間中の観光入込客数が初めて100万人を超える[17][18]。
- 2001年（平成13年）某月某日 - 峰地区にて、河津バガテル公園の開園[17]。
- 2002年（平成14年）
  - 不明 - 河津町役場、河津町観光協会、河津町商工会、農業・漁業・林業の各組合などで、河津桜まつり実行委員会が組織され、それまでの河津町観光協会に換わって河津桜まつりを主催することとなる[18]。
  - 2月 - 第12回河津桜まつりの開催／露店の出店数が150軒ほどに膨れ上がる[18]。
- 2003年（平成15年）某月某日 - 田中地区にて、かわづカーネーション見本園（地域の主要生産花であるカーネーションの見本園）の開園[17]。
  - 2月- 4世紀由来の旧社地である河津町笹原字比咩宮にて、姫宮神社の再建。
- 2004年（平成16年）
  - 3月 - 静岡県東部ドクターヘリの運航開始[14]。
  - 不明 - 露店営業管理条例を制定[17]／河津桜まつりの開催時に地域外から出店する臨時商店が年々増加し、それに連れて販売品に対する苦情も増え、問題視されるようになってきたことを受けて、これらの出店に対して条例による規制（届け出制）が施行されることとなった[17]。
  - 不明 - 河津桜まつりの観光客対策としての駐車場の充実[17]／河津駅周辺地区の空き地を町が借り上げ、県事業を活用し、全面舗装した駐車場を整備した[17]。
- 2005年（平成17年）2月 - 第17回河津桜まつりの開催[17]／この年、観光用トイレの新設と仮設トイレの増設によるトイレ環境の充実が完了[17]。
- 2012年（平成24年）9月30日 - サンシップ今井浜の閉館。
- 2003年（平成15年）12月某日 - 下田市・河津町・南伊豆町の法定合併協議会の解散。
- 2005年（平成17年）2月23日 - 観光庁の「観光のカリスマ百選」に、地域おこしを精力的に牽引する河津町長・櫻井泰次が選出される[18][20]。
- 2009年（平成21年）2月1日 - 峰地区にて、峰温泉大噴湯公園のグランドオープン。
- 2010年（平成22年）2月1日 - 河津桜観光交流館のグランドオープン[21]。
- 2013年（平成25年）
  - 2月20日 - 谷津地区の南禅寺境内にて「伊豆ならんだの里 河津平安仏像展示館」のグランドオープン[22]。
  - 7月24日 - テレビ東京の人気テレビドラマ『孤独のグルメ Season3』第3話「静岡県賀茂郡河津町の生ワサビ付きわさび丼」で七滝地区の名物「わさび丼」が取り上げられ、連日行列ができるまでの反響を得、提供する店舗も増加する[18]。これを受けて町では商工会や伊豆急行を中心に「河津わさびで泣かせ隊」が結成され、わさびグルメのメニュー開発が始まる[18]。
- 2014年（平成26年）某月某日 - 町が「河津桜保護育成計画」を策定[18]。
- 2015年（平成27年）
  - 3月19日 - 国民宿舎「かわづ」の閉舎。
  - 3月31日 - 下田地区消防組合管区全域で、消防救急デジタル無線の運用開始[14]。
  - 不明 - 「河津わさびで泣かせ隊」の有志による、株式会社泣かせ隊の設立[18]。

### 行政区域の変遷
- 1889年（明治22年）4月1日 - 町村制施行に伴い、河津下郷の見高村、浜村、笹原村、田中村、沢田村、峰村、谷津村、縄地村、逆川村の区域を以て下河津村が、河津上郷の梨本村、大鍋村、小鍋村、湯ヶ野村、下佐ヶ野村、川津筏場村の区域を以て上河津村が発足。
- 1958年（昭和33年）9月1日 - 上河津村、下河津村が合併し、現在の河津町が発足。

## 人口
総人口：7410人 男：3,592人 女：3818人 （2018年1月1日現在）
| |                                        |  |
| 河津町と全国の年齢別人口分布（2005年） | 河津町の年齢・男女別人口分布（2005年） |  |
| ■紫色 ― 河津町 ■緑色 ― 日本全国 | ■青色 ― 男性 ■赤色 ― 女性              |  |
| 河津町（に相当する地域）の人口の推移 \| 1970年（昭和45年） \| 9,624人 \| \| \| 1975年（昭和50年） \| 9,772人 \| \| \| 1980年（昭和55年） \| 9,509人 \| \| \| 1985年（昭和60年） \| 9,307人 \| \| \| 1990年（平成2年） \| 9,118人 \| \| \| 1995年（平成7年） \| 9,036人 \| \| \| 2000年（平成12年） \| 8,705人 \| \| \| 2005年（平成17年） \| 8,303人 \| \| \| 2010年（平成22年） \| 7,998人 \| \| \| 2015年（平成27年） \| 7,303人 \| \| \| 2020年（令和2年） \| 6,870人 \| \| |                                        |  |
| 総務省統計局 国勢調査より |                                        |  |
| 1970年（昭和45年） | 9,624人                                |  |
| 1975年（昭和50年） | 9,772人                                |  |
| 1980年（昭和55年） | 9,509人                                |  |
| 1985年（昭和60年） | 9,307人                                |  |
| 1990年（平成2年） | 9,118人                                |  |
| 1995年（平成7年） | 9,036人                                |  |
| 2000年（平成12年） | 8,705人                                |  |
| 2005年（平成17年） | 8,303人                                |  |
| 2010年（平成22年） | 7,998人                                |  |
| 2015年（平成27年） | 7,303人                                |  |
| 2020年（令和2年） | 6,870人                                |  |

## 行政
- 町長 - 岸 重宏（きし しげひろ）：2017年（平成29年）11月26日就任[24][9]。2期目。元・副町長[17]。
- 副町長 - 木村　吉弘：2022年（令和4年）4月1日就任[9]。

### 歴代町長
- 先代 - 相馬 宏行（そうま ひろゆき）：2014年（平成26年）4月20日就任。リコールの成立を受け2017年10月8日に失職[25]。
- 元 - 櫻井 泰次（さくらい たいじ）[17]：1986年（昭和61年）就任[17]、2010年（平成22年）退任[18]。全6期[18]。七滝温泉ホテル社長[17]。河津町の地域おこしの功労者で、2005年（平成17年）2月23日には観光庁の「観光のカリスマ百選」に選出されてもいる[18][20]。

### 行政機関
- 河津町役場 - 静岡県賀茂郡河津町田中212-2に所在。標高13m。
- 下田税務署 - 下田市と賀茂郡を管轄。下田市6-3-26に所在。[26]

### 地区
- 上河津（かみかわづ） - 旧上河津村エリア。
  - 梨本（なしもと） - 旧梨本村
  - 大鍋（おおなべ） - 旧大鍋村
  - 小鍋（こなべ） - 旧小鍋村
  - 湯ヶ野（ゆがの） - 旧湯ヶ野村
  - 下佐ヶ野（しもさがの） - 旧下佐ヶ野村
  - 川津筏場（かわづいかだば） - 旧川津筏場村（旧矢野村・旧筏場村）
- 下河津（しもかわづ） - 旧下河津村エリア。
  - 沢田（さわだ） - 旧沢田村
  - 田中（たなか） - 旧田中村
  - 峰（みね） - 旧峰村
  - 逆川（さかさがわ） - 旧逆川村
  - 笹原（ささはら） - 旧笹原村
  - 見高（みだか） - 旧見高村
  - 谷津（やつ） - 旧谷津村
  - 浜（はま） - 旧浜村
  - 縄地（なわじ） - 旧縄地村

### 姉妹都市
日本 白馬村（長野県北安曇郡） - 1982年（昭和57年）7月12日に姉妹都市提携の締結。

## 施設

### 警察・消防・防災・救急救命
- 静岡県警察
  - 下田警察署 - 伊豆半島南部の東海岸地域にある1市3町（北から順に、賀茂郡東伊豆町、同郡河津町、下田市、賀茂郡南伊豆町）を管轄。下田市東中7-8に所在。

- 下田地区消防組合下田消防本部 - 下田地区消防組合の本部。伊豆半島南部の1市4町（下田市と、賀茂郡の河津町・西伊豆町・松崎町・南伊豆町）を管轄する[14]。
  - 下田消防署 - 下田市東本郷1-5-21に所在。
    - 河津分署 - 賀茂郡河津町峰338-18に所在。1983年（昭和58年）4月1日に業務開始[14]。
- 河津町消防団 - 全10分団[27][28]。

### 医療
- 河津浜病院 - 河津町川津筏場1512-7に所在。
- 伊豆今井浜病院 - 河津町見高178に所在。
- ほか

### 郵便事業
- 河津郵便局 - 河津町笹原299-5に所在。
- 上河津郵便局 - 河津町下佐ケ野80-1に所在。

## 立法

### 町議会
- 議長 - 宮崎啓次[9]
- 議員定数 - 11名[9]

### 選挙区
- 静岡県第2区（中選挙区）

## 司法

### 裁判所
- 静岡地方裁判所下田支部 - 下田市4-7-34に所在。下田市と、賀茂郡5町（東伊豆町、河津町、南伊豆町、松崎町、西伊豆町）を管轄[29][30]。
- 静岡家庭裁判所下田支部 - 所在地と管轄区域は上に同じ。
- 下田簡易裁判所 - 所在地と管轄区域は上に同じ。河津町を管区に含む簡易裁判所。

### 検察庁
- 静岡地方検察庁下田支部 - 下田市4-7-13に所在。
- 下田区検察庁 - 所在地と管轄区域は上に同じ。河津町を管区に含む区検察庁。

## 経済

### 産業
平成17年度の国勢調査では次のような結果が出ている。
| 区分                       | 人数    |
| -------------------------- | ------- |
| 第一次産業                 | 計 629  |
| 農業                       | 574     |
| 林業                       | 14      |
| 漁業                       | 41      |
| 第二次産業                 | 計 600  |
| 鋼業                       | 0       |
| 建設業                     | 470     |
| 製造業                     | 130     |
| 第三次産業                 | 計 3043 |
| 電気・ガス・熱供給・水道業 | 19      |
| 情報通信業                 | 12      |
| 運輸業                     | 167     |
| 卸売・小売業               | 765     |
| 金融・保険業               | 44      |
| 不動産業                   | 36      |
| 飲食店・宿泊業             | 787     |
| 医療・福祉                 | 369     |
| 教育・学習支援業           | 149     |
| 複合サービス業             | 100     |
| サービス業                 | 465     |
| 公務                       | 130     |

## 教育
河津町に高等学校は存在しない。

### 中学校
- 河津町立河津中学校[31]

### 小学校
- 河津町立西小学校[31]
- 河津町立東小学校[31]
- 河津町立南小学校[31]

### 幼稚園
- 河津町立さくら幼稚園[31]

## 保育所
2017年（平成29年）4月1日時点で、河津町内の認可保育所数は5、認可保育所待機児童数は0名。

## 金融機関
- 静岡銀行 稲取支店河津出張所- 河津町浜119-1に所在。
- 三島信用金庫 河津支店 - 河津町浜11915在。
- 富士伊豆農業協同組合（JAふじ伊豆）
  - 河津桜支店 - 河津町笹原341に所在。
  - 上河津支店 - 河津町湯ヶ野141-9に所在。

## マスメディア

### 地域新聞
- 伊豆新聞 - 河津町を含む伊豆半島東南部の地域紙。

### 放送局
- 河津中継局 - 河津町（峯山）に所在。放送区域は一部を除く河津町域。
- NHK河津見高浜テレビ中継局 - 河津町見高今井（片瀬山）に所在。放送区域は一部を除く河津町域。
- 伊豆急ケーブルネットワーク - 河津町を含む伊豆半島東部がサービスエリア。

## 交通

### 鉄道

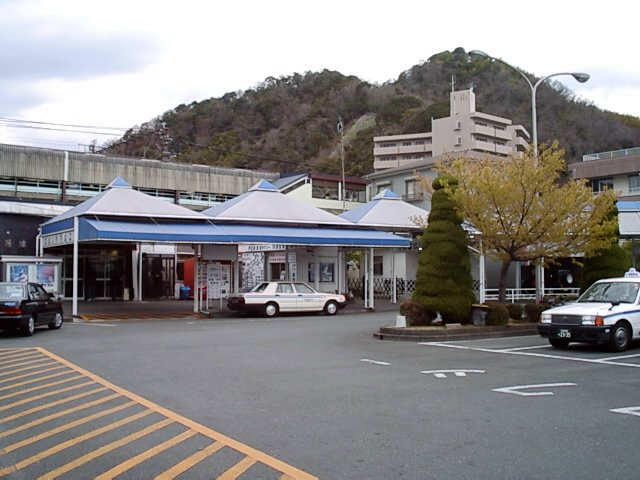
河津駅

伊豆急行
 伊豆急行線
- - 今井浜海岸駅 - 河津駅 -

### 道路
高速道路
- 伊豆縦貫自動車道（河津下田道路）

河津七滝IC、河津逆川IC
国道
- 国道135号
- 国道414号

県道
- 静岡県道14号下佐ケ野谷津線
- 静岡県道115号湯ケ野松崎線

### バス
- 東海バス
- 河津町自主運行バス
- 河津町営バス

## 名所・旧跡・イベント等

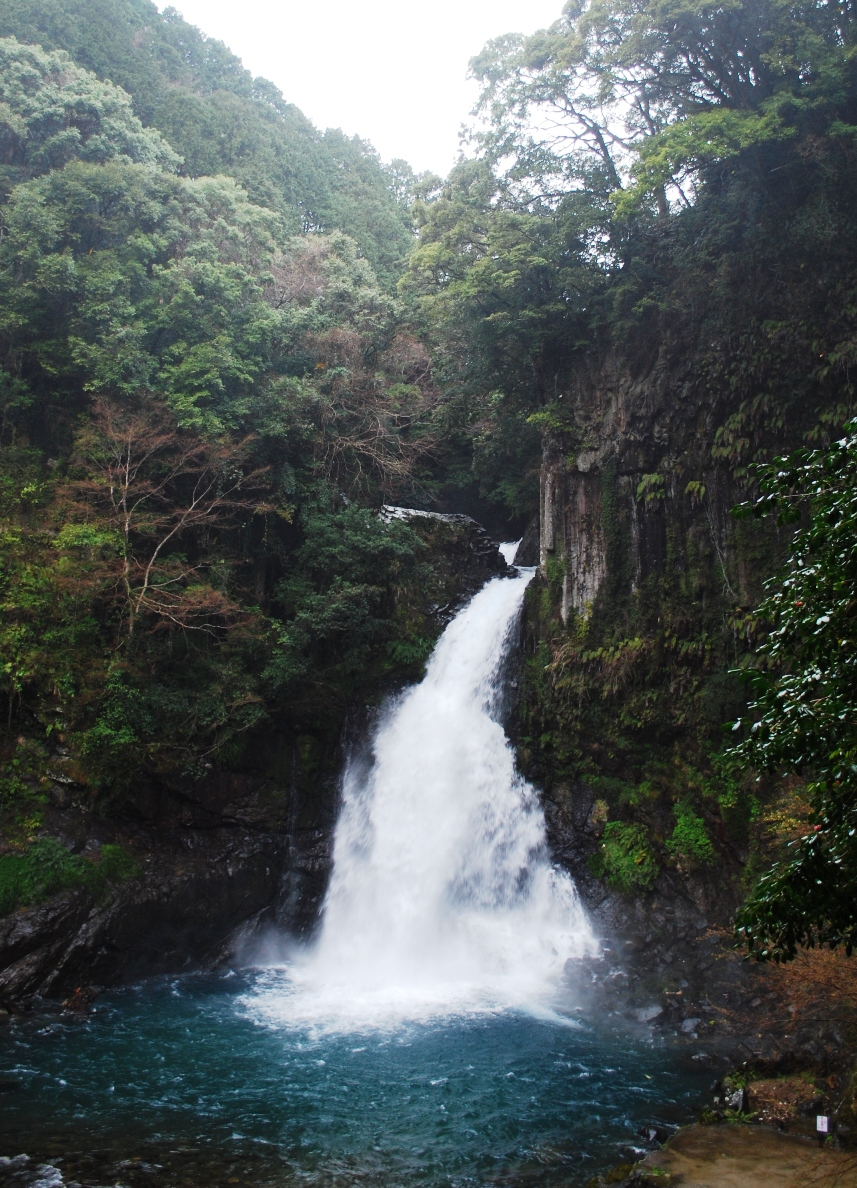
河津七滝の大滝

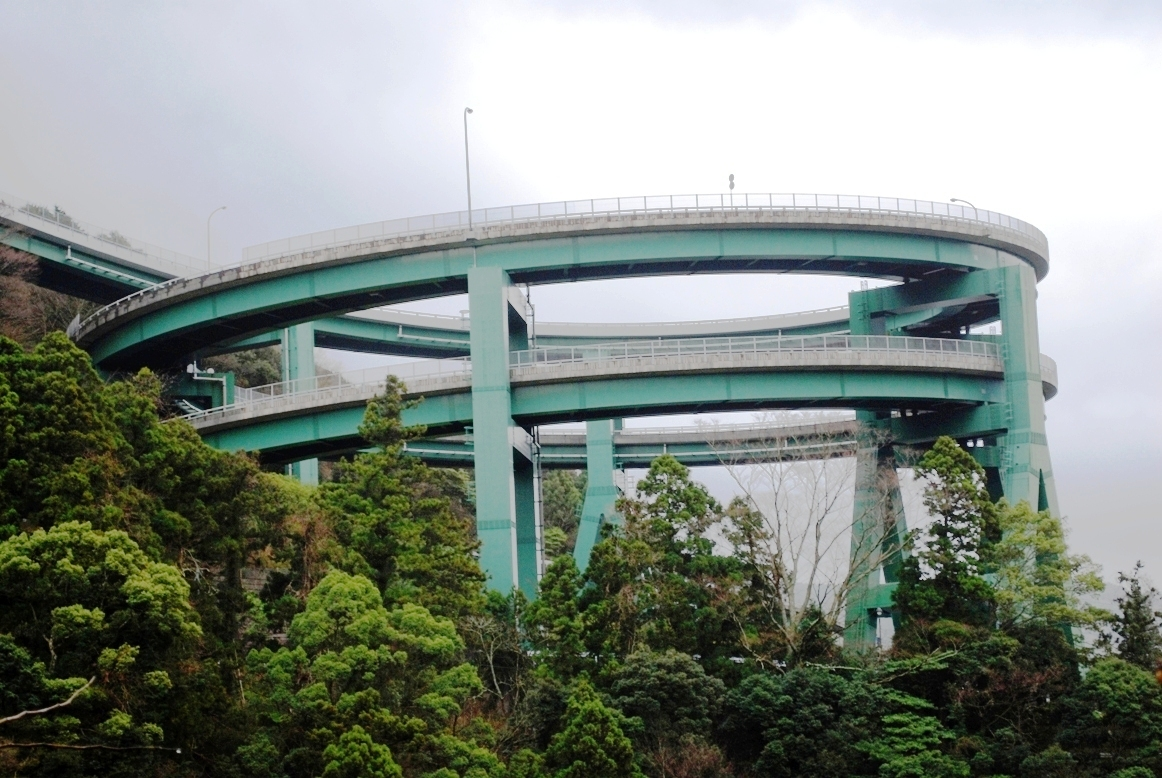
河津七滝ループ橋 (再掲)

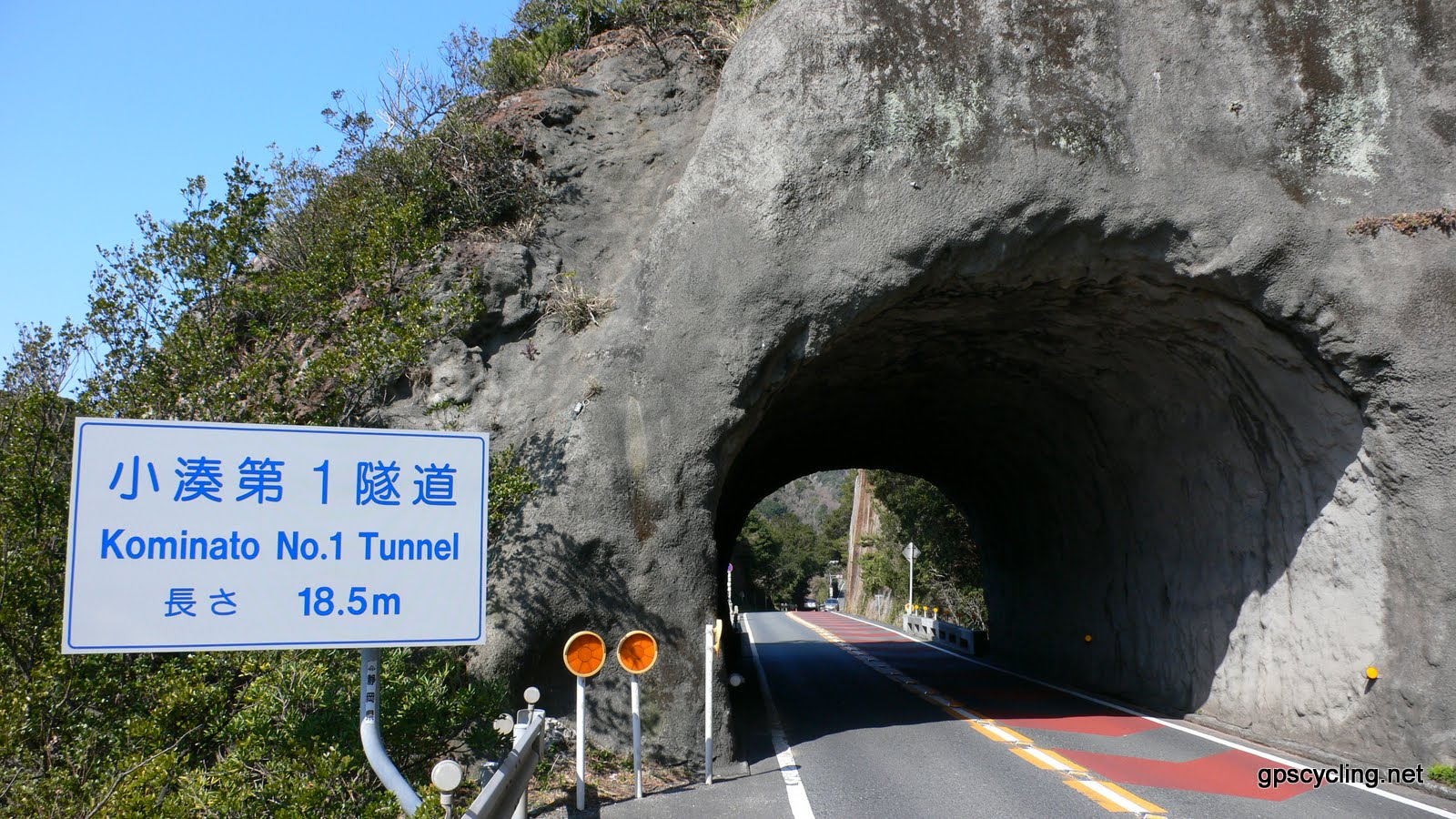
小湊一号隧道（小湊第1隧道）

※外部リンク “観光施設”. 伊豆・河津温泉郷.   河津桜観光協会. 2018年3月1日閲覧。リンク先に河津町の観光地図あり。個別の解説もクリックすることで開く。

### 名物・名所・旧跡
- カワヅザクラ（河津桜） - 早咲きの桜。河津川沿いに並木が形成されている。
- 杉桙別命神社（川津来宮神社）の大楠
- 河津七滝（ななだる） - 伊豆山中の七つの滝。
- 河津七滝ループ橋（七滝高架橋）
- 天城トンネル（天城山隧道）
- 小湊一号隧道、小湊二号隧道 - 扁額には「小湊一号隧道」「小湊二号隧道」とあるが、道路標識には「小湊第1隧道」「小湊第2隧道」とある。

### 温泉
- 河津温泉郷
  - 河津七滝温泉
  - 湯ヶ野温泉
- 峰温泉

足湯処（無料の足湯）
- 豊泉足湯処
- さくらの足湯処
- 河津三郎の足湯処

#### 日帰り温泉
河津七滝・湯ヶ野温泉
- 嵐の湯 本館（河津七滝オートキャンプ場）
- 峠の湯 大家荘
- 七滝温泉ホテル
- 大滝温泉 天城荘
- モダン宿坊 禅の湯
- 伊豆の踊子宿 福田家

峰温泉
- 踊り子温泉会館
- 河津さくらの里しぶや

河津浜・今井浜温泉
- 船戸の番屋
- 今井浜温泉 今井荘
- 嵐の湯 湯治の館

### 公園・庭園・動物園
- 峰温泉大噴湯公園
- 河津バガテル公園
- かわづカーネーション見本園
- かわづ花菖蒲園
- KawaZoo（体感型カエル館）
- iZoo（爬虫類専門の動物園）

### キャンプ場
- 河津七滝オートキャンプ場
- 佐ヶ野オートキャンプ場
- オートキャンピング村アドベンチャーファミリー
- 河津オートキャンプ場
- 伊豆キャンパーズヴィレッジ
- 大池キャンプ場
- 伊豆今井浜オートキャンプ場

### 海水浴場・スキューバ
- 今井浜海水浴場
- 河津浜海水浴場
- 菖蒲沢ダイビングセンター

### 神社
- 子守神社 - 神楽 (県指定無形民俗文化財)。
- 小鍋神社 - 源義朝・源頼朝・文覚関連「ドクロ木」。
- 杉桙別命神社（川津来宮神社） - 式内社、大楠。
  - 姫宮神社 - 式内社。
- 河津八幡神社 - 河津祐泰・曽我兄弟関連。
- 見高神社 - 式内社、三番叟（町指定無形民俗文化財）
- 琴海神社
- 子安神社（奈疑知命神社） - 式内社。

### 寺院
- 南禅寺（なぜんじ） - 行基開創伝説のある古刹。平安前期の薬師如来坐像、平安中期の地蔵菩薩立像、十一面観音立像、天部形立像（一対）、梵天立像、帝釈天立像（いずれも静岡県指定文化財）を始め、二十数体にも及ぶ多数の平安時代の仏像を安置。
  - 伊豆ならんだの里 河津平安仏像展示館 - 2013年（平成25年）に開館[22]。
- 鳳儀山栖足寺（せいそくじ、かっぱの寺） - 谷津。臨済宗建長寺派[32]

### イベント
- 河津桜まつり - 2月上旬-3月上旬。
- 春バラまつり - 5月-6月。

## ゆかりのある著名人

### 名誉町民
- 石原忍 - 1879年（明治12年）9月25日、東京府（現・東京都）生まれ。医学者（眼科医、軍医）。帝国大学名誉教授。河津町名誉町民受章者（1957年〈昭和32年〉）、文化功労者（1961年〈昭和36年〉）。

### 出身著名人
- 稲葉時太郎 - 峰村（のちの下河津村峰、現在の河津町峰）の人。峰温泉の復興功労者。[8] cf. 関連事象の年表での記載位置：1926年
- 飯田勝美 - 生年不詳。河津桜原木の発見者・定植者。cf. 関連事象の年表での記載位置：1955年、1966年、1968年、1974年、1975年
- 篠崎真吾 - 元ロッテリア社長、公認会計士
- 935. (クミコ) - 1972年（昭和47年）10月30日、河津町生まれ。歌手（音楽ユニット「&［AND］」のボーカル）。
- 鈴木美教 - 競輪選手
- 山田大悟 - プロバレーボール選手
- 竹内奎人 - プロ野球選手

### その他ゆかりのある人物
- 川端康成 - 1899年（明治32年）6月14日生まれ。大阪府出身。小説家、文芸評論家。小説『伊豆の踊子』の中で湯ヶ野が舞台の一つとして描かれた。由来地には記念碑がある。cf. 関連事象の年表での記載位置：1925年、1965年

### 大使
- 高橋東吾・磯野貴理子夫妻 - 2014年（平成26年）3月3日、観光大使を委嘱。
- 前野朋哉 - 岡山県倉敷市出身。俳優。2014年（平成26年）9月、観光大使を委嘱。

## 河津町を舞台にした作品

### 文学・記録・漫画
- 井伏鱒二 - 河津川筋、南豆荘の将棋盤
- 川端康成 - 伊豆の踊子
- 中島敦 - 蕨・竹・老人
- 梶井基次郎 - 冬の蠅
- 荻原井泉水 - かっぱの甕
- 石坂洋次郎 - 奥伊豆参り、忘れ得ぬ人々
- 三島由紀夫 - 真夏の死
- 西村京太郎 - 伊豆・河津七滝に消えた女、河津・天城連続殺人事件
- 吉村達也 - 天城大滝温泉殺人事件

### ドラマ
- テレビ東京『孤独のグルメ Season3』第3話「静岡県賀茂郡河津町の生ワサビ付きわさび丼」 - 2013年（平成25年）7月24日放映。七滝地区の名物「わさび丼」が取り上げられた[18]。視聴者の反響は大きく、新商品の開発にもつながった[18]。